# 美馬牛駅
美馬牛駅（びばうしえき）は、北海道上川郡美瑛町美馬牛北1丁目にある北海道旅客鉄道（JR北海道）富良野線の駅。事務管理コードは▲121706。駅番号はF38。

## 歴史

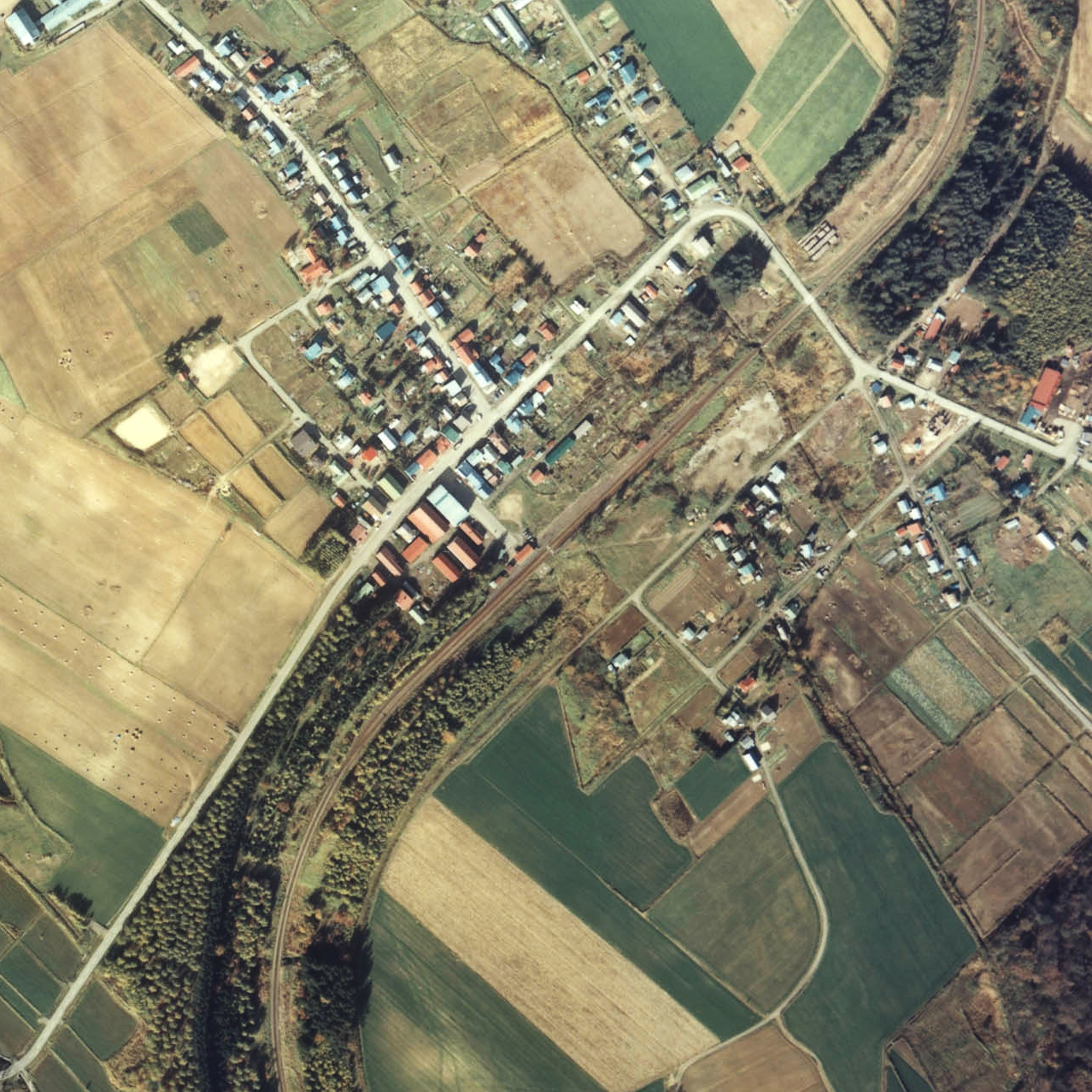
1977年の美馬牛駅と周囲約750m範囲。下が富良野方面。

北海道官設鉄道十勝線（富良野線の前身）が1899年（明治32年）に開通した当初、この地に駅は設置されず、付近の住民は美瑛駅か上富良野駅を利用せざるを得なかった。
しかし、美瑛駅 - 上富良野駅間は15.9 km と長く、かつ当地は上川郡・空知郡境の分水嶺にあたるため、列車運転上・また拓殖上から駅設置が要望され、少なくとも1914年（大正3年）には駅の設置を念願とした住民がいたという。
最終的に、当地の農場主であった沼崎重平による鉄道省への設置運動が実り、1925年（大正14年）8月に設置が決定、翌年に開業した。

### 年表
- 1926年（大正15年）9月10日：鉄道省富良野線上富良野駅 - 美瑛駅間に新設開業（一般駅）[5][6]。
- 1949年（昭和24年）6月1日：公共企業体である日本国有鉄道に移管。
- 1955年（昭和30年）6月10日：地元有志により前述の沼崎重平の顕彰碑を駅前に設置[4]。
- 1963年（昭和38年）：同年から貨物取り扱いを、ビートを除いて美瑛駅に集約[3]。
- 1966年（昭和41年）同年をもって貨物取り扱いを全面的に美瑛駅に集約し廃止[3]。
- 1967年（昭和42年）：ホームの花壇造営などにより「花いっぱい優良駅」として表彰[3]。
- 1983年（昭和58年）9月1日：荷物取扱い廃止[7]。駅員無配置駅となる[8]。
- 1987年（昭和62年）4月1日：国鉄分割民営化により、北海道旅客鉄道（JR北海道）の駅となる[1]。
- 1989年（平成元年）3月31日：同日放送のテレビドラマ「北の国から '89帰郷」のロケに当駅駅舎及びプラットホームを使用。
- 1992年（平成4年）4月1日：簡易委託廃止、完全無人化。

### 駅名の由来
所在地名から。アイヌ語の「ピパウシ（pipa-us-i）」（カワシンジュガイ・多くいる・もの〔川〕）に字を当てたものである。これは北海道平取町のミニFMエフエム二風谷放送の愛称「FMピパウシ」とほぼ同様である。
一説には、当初駅名は前述の沼崎に因んだものや、隣接する現：上富良野町豊里地区から「豊里」の名称も考えられたが、「畜産北海道にふさわしい」として、「美馬牛」に決まった、とされている。

## 駅構造
2面2線の交換駅であり、互い違いに配置の相対式ホームもつ地上駅。跨線橋はなく構内踏切を渡る。駅舎は富良野方面に向かって右手に設置されている。無人駅。

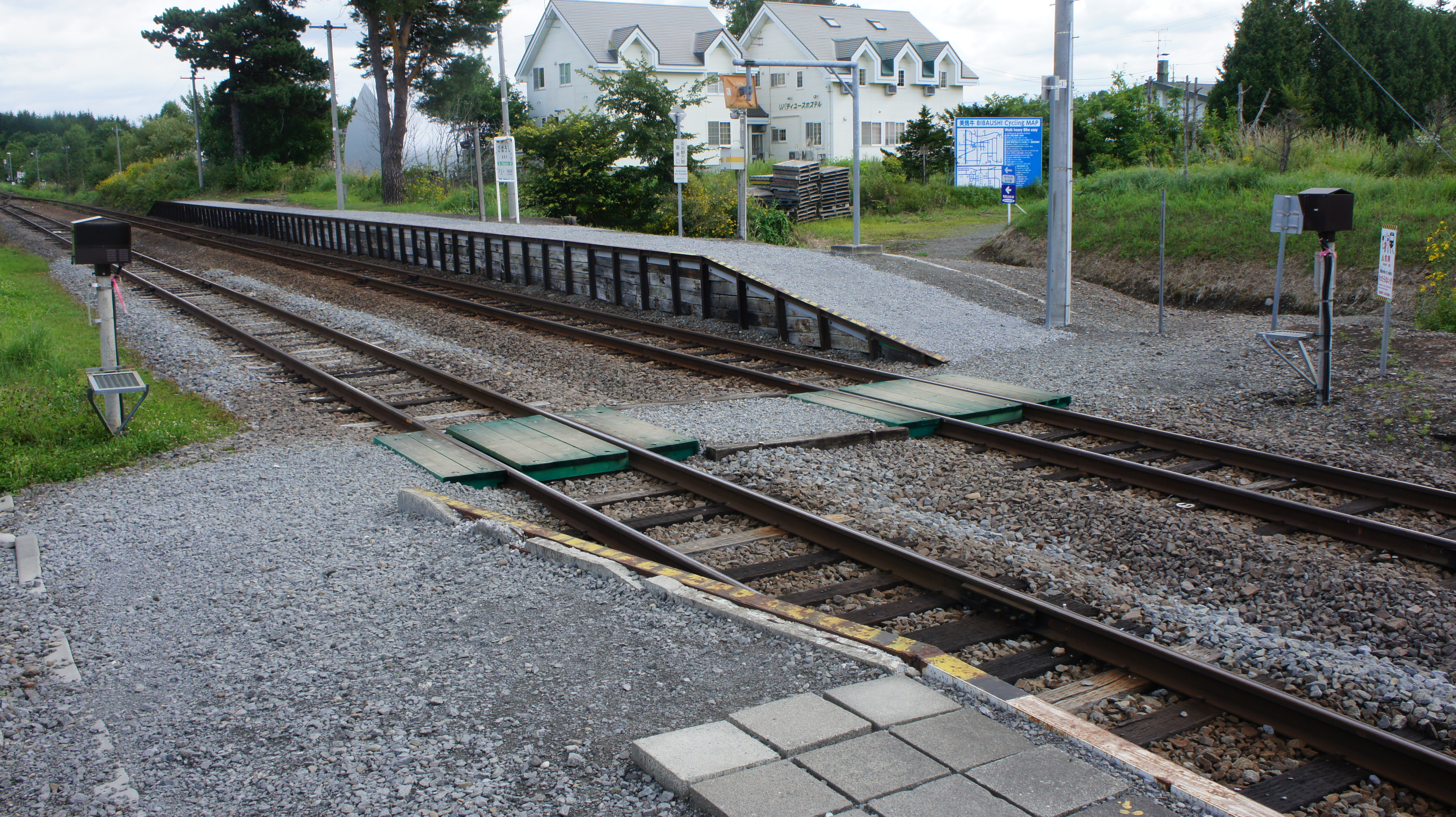
ホーム・構内踏切（2017年8月）
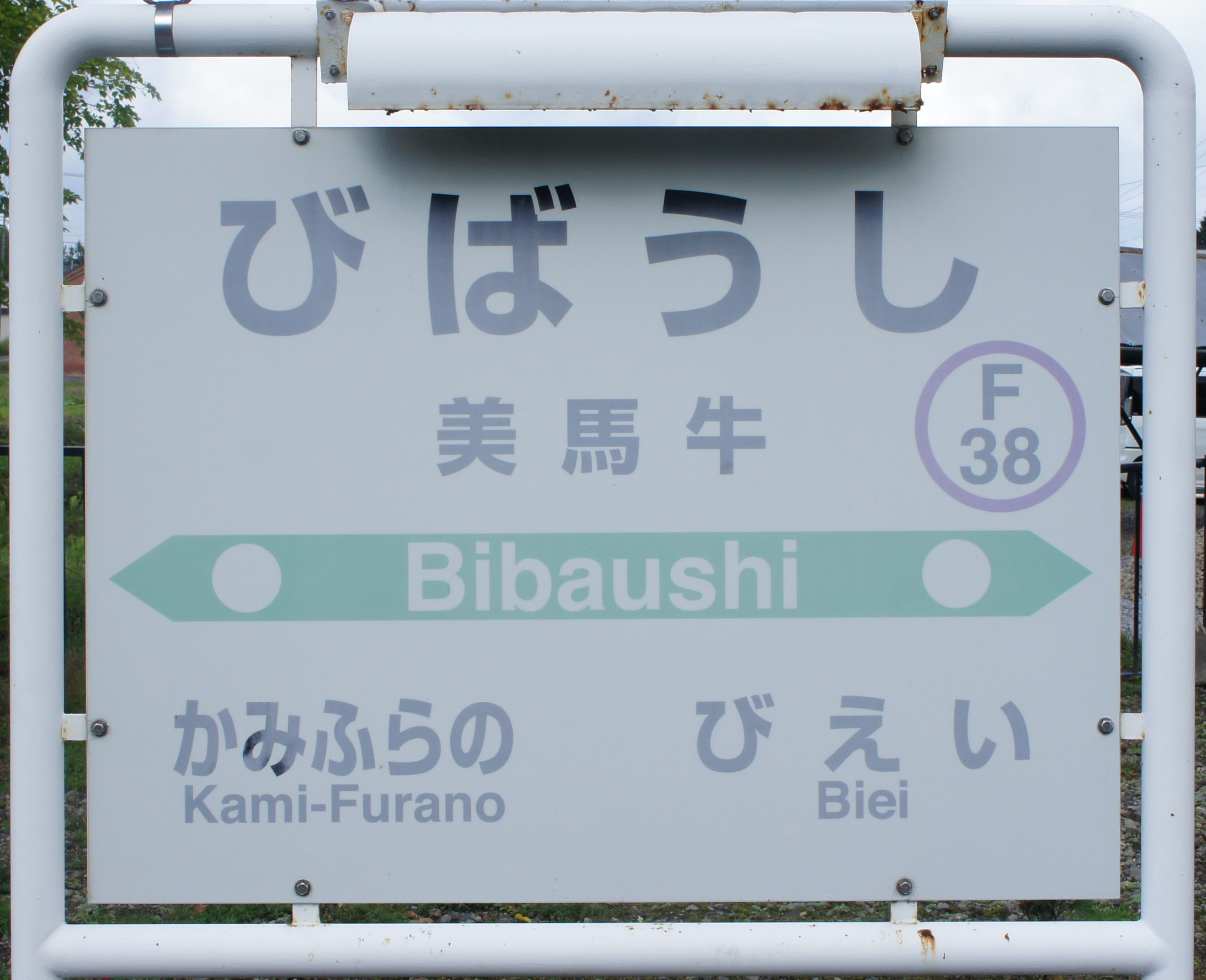
駅名標（2017年8月）
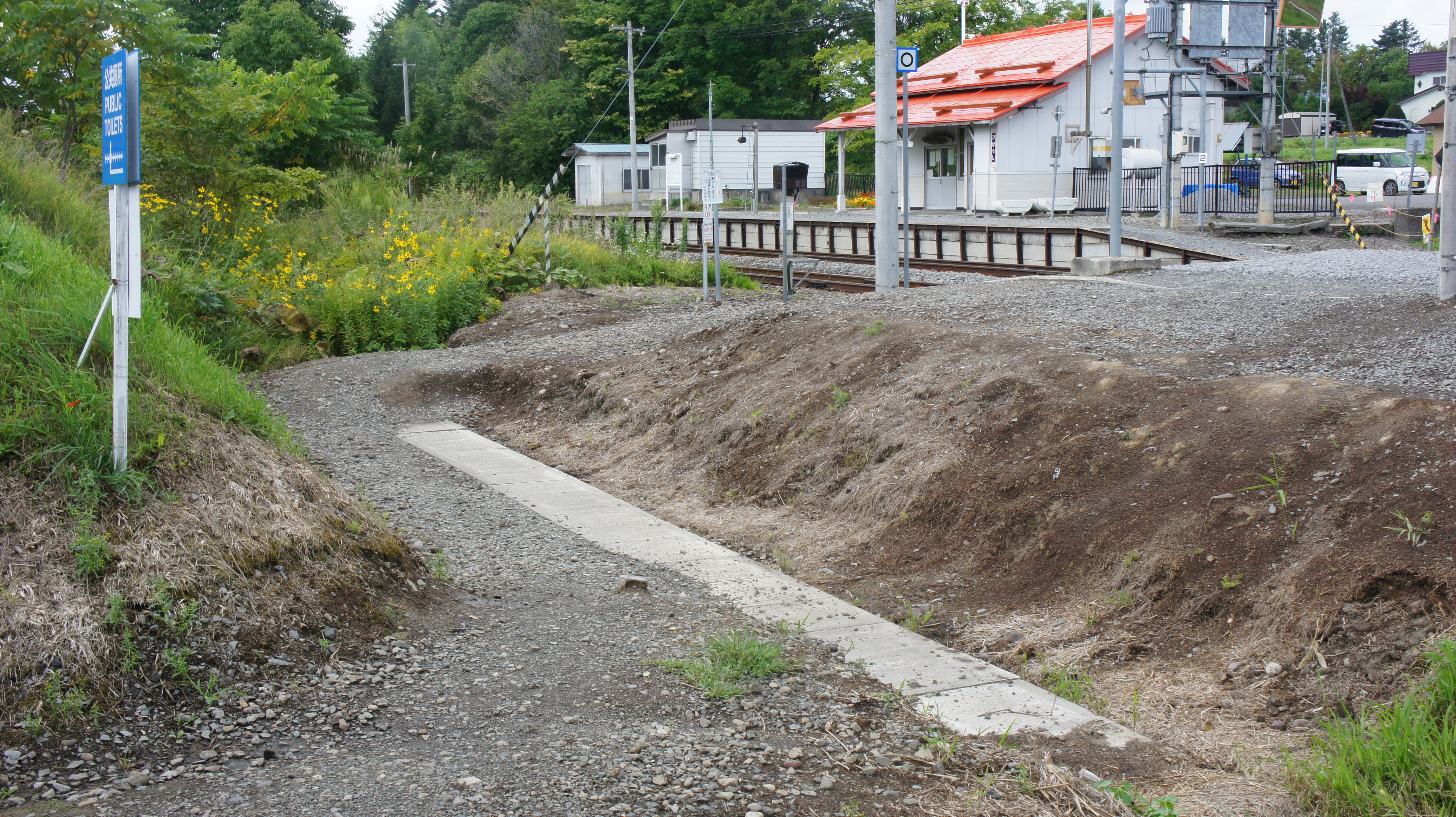
駅裏口（2017年8月）

## 利用状況
乗車人員の推移は以下のとおり。年間の値のみ判明している年については、当該年度の日数で除した値を括弧書きで1日平均欄に示す。乗降人員のみが判明している場合は、1/2した値を括弧書きで記した。
また、「JR調査」については、当該の年度を最終年とする過去5年間の各調査日における平均である。
| 年度               | 乗車人員 | 乗車人員 | 乗車人員 | 出典                                 | 備考                 |
| 年度               | 年間     | 1日平均  | JR調査   | 出典                                 | 備考                 |
| ------------------ | -------- | -------- | -------- | ------------------------------------ | -------------------- |
| 1956年（昭和31年） | 115,130  | (315.4)  |          |                                      |                      |
| 1957年（昭和32年） | 113,246  | (310.3)  |          | 同年から順次旅客列車を気動車化し増発 |                      |
| 1958年（昭和33年） | 108,650  | (297.7)  |          | 翌年に旅客列車の気動車化を完了。     |                      |
| 1961年（昭和36年） | 113,093  | (309.8)  |          | [ 3 ]                                |                      |
| 1962年（昭和37年） | 106,423  | (291.6)  |          | [ 3 ]                                |                      |
| 1963年（昭和38年） | 116,904  | (319.4)  |          | [ 3 ]                                |                      |
| 1964年（昭和39年） | 119,197  | (326.6)  |          | [ 3 ]                                |                      |
| 1965年（昭和40年） | 129,053  | (353.6)  |          | [ 3 ]                                |                      |
| 1966年（昭和41年） | 114,257  | (313.0)  |          | [ 3 ]                                |                      |
| 1967年（昭和42年） | 107,332  | (293.3)  |          | [ 3 ]                                |                      |
| 1968年（昭和43年） | 111,511  | (305.5)  |          | [ 3 ]                                |                      |
| 1992年（平成04年） |          | (62.0)   |          | [ 11 ]                               | 1日平均乗降客数124人 |
| 2016年（平成28年） |          |          | 32.0     | [ JR北 1 ]                           |                      |
| 2017年（平成29年） |          |          | 32.0     | [ JR北 2 ]                           |                      |
| 2018年（平成30年） |          |          | 30.6     | [ JR北 3 ]                           |                      |
| 2019年（令和元年） |          |          | 30.0     | [ JR北 4 ]                           |                      |
| 2020年（令和02年） |          |          | 27.2     | [ JR北 5 ]                           |                      |
| 2021年（令和03年） |          |          | 25.6     | [ JR北 6 ]                           |                      |
| 2022年（令和04年） |          |          | 23.2     | [ JR北 7 ]                           |                      |
| 2023年（令和05年） |          |          | 22.0     | [ JR北 8 ]                           |                      |

## 駅周辺
駅の位置は運転上の諸点に重点を置いて設置したとされ、開業当時はわずか3戸が駅前にあるのみであったが、駅開業後に市街を形成した。構内の富良野方すぐに美瑛町と上富良野町の町境があり、上富良野町里仁・静修地区も駅勢圏に含んでいる。
- 北海道道824号美沢美馬牛線
- 美馬牛郵便局
- 国道237号
- 拓真館（風景写真家・前田真三の写真ギャラリー）
- 美瑛町立美馬牛小学校
- 美瑛町立美馬牛中学校
- かんのファーム
- 四季彩の丘
- 美馬牛リバティユースホステル

## 隣の駅
北海道旅客鉄道（JR北海道）
■富良野線
美瑛駅 (F37) - 美馬牛駅 (F38) - 上富良野駅 (F39)

### JR北海道
1. ↑  「富良野線（富良野・旭川間）」（PDF）『線区データ（当社単独では維持することが困難な線区）』、北海道旅客鉄道、2017年12月8日。オリジナルの2017年12月9日時点におけるアーカイブ。2017年12月10日閲覧。
2. ↑  「富良野線（富良野・旭川間）」（PDF）『線区データ（当社単独では維持することが困難な線区）(地域交通を持続的に維持するために)』、北海道旅客鉄道株式会社、3頁、2018年7月2日。オリジナルの2018年8月18日時点におけるアーカイブ。2018年8月18日閲覧。
3. ↑  “富良野線（富良野・旭川間）” (PDF). 線区データ（当社単独では維持することが困難な線区）(地域交通を持続的に維持するために).   北海道旅客鉄道. p. 3 (2019年10月18日). 2019年10月18日時点のオリジナルよりアーカイブ。2019年10月18日閲覧。
4. ↑  “富良野線（富良野・旭川間）” (PDF). 地域交通を持続的に維持するために > 輸送密度200人以上2,000人未満の線区（「黄色」8線区）.   北海道旅客鉄道. p. 3 (2020年10月30日). 2020年11月2日時点のオリジナルよりアーカイブ。2020年11月4日閲覧。
5. ↑  “駅別乗車人員  特定日調査（平日）に基づく”.   北海道旅客鉄道. 2022年8月3日時点のオリジナルよりアーカイブ。2022年8月14日閲覧。
6. ↑  “駅別乗車人員  特定日調査（平日）に基づく”.   北海道旅客鉄道. 2022年9月3日時点のオリジナルよりアーカイブ。2022年9月3日閲覧。
7. ↑  “駅別乗車人員  特定日調査（平日）に基づく”.   北海道旅客鉄道. 2023年11月10日時点のオリジナルよりアーカイブ。2023年11月10日閲覧。
8. ↑  “駅別乗車人員  特定日調査（平日）に基づく”.   北海道旅客鉄道 (2024年). 2024年9月9日時点のオリジナルよりアーカイブ。2024年9月9日閲覧。